# Koji Morisaki
Pour les articles homonymes, voir Morisaki.
Koji Morisaki (森﨑 浩司, Morisaki Koji) est un footballeur japonais né le 9 mai 1981. Il évolue au poste de milieu de terrain.
Koji Morisaki est le frère jumeau de Kazuyuki Morisaki, qui est également son coéquipier au Sanfrecce Hiroshima.

## Biographie
Koji Morisaki participe à la Coupe du monde des moins de 20 ans 2001 puis aux Jeux olympiques d'été de 2004 avec le Japon.

## Palmarès
- Championnat du Japon en 2012, 2013 et 2015 avec le Sanfrecce Hiroshima
- Champion de J-League 2 en 2008 avec le Sanfrecce Hiroshima
- Vainqueur de la Supercoupe du Japon en 2008 avec le Sanfrecce Hiroshima
- Finaliste de la Coupe du Japon en 2007 avec le Sanfrecce Hiroshima
- Finaliste de la Coupe de la Ligue japonaise en 2010 avec le Sanfrecce Hiroshima